# WWV (estación de radio)
WWV es una estación de radio estadounidense, que transmite en onda corta desde Fort Collins, Colorado, y es muy conocida por sus transmisiones, tanto de la señal horaria, como de otros usos oficiales. La emisora transmite en sus frecuencias de 2.5, 5, 10, 15 y 20, 25 MHz. WWV es operada por el Instituto Nacional de Estándares y Tecnología (NIST) de los EE. UU., bajo supervisión de la División de Tiempo y Frecuencias, que forma parte del Laboratorio de Medición Física del NIST, con sede en Gaithersburg, Maryland.
El 1 de octubre de 2019 el NIST celebró el centenario de WWV, la más antigua emisora de radio en operación en los EE. UU.

## Historia

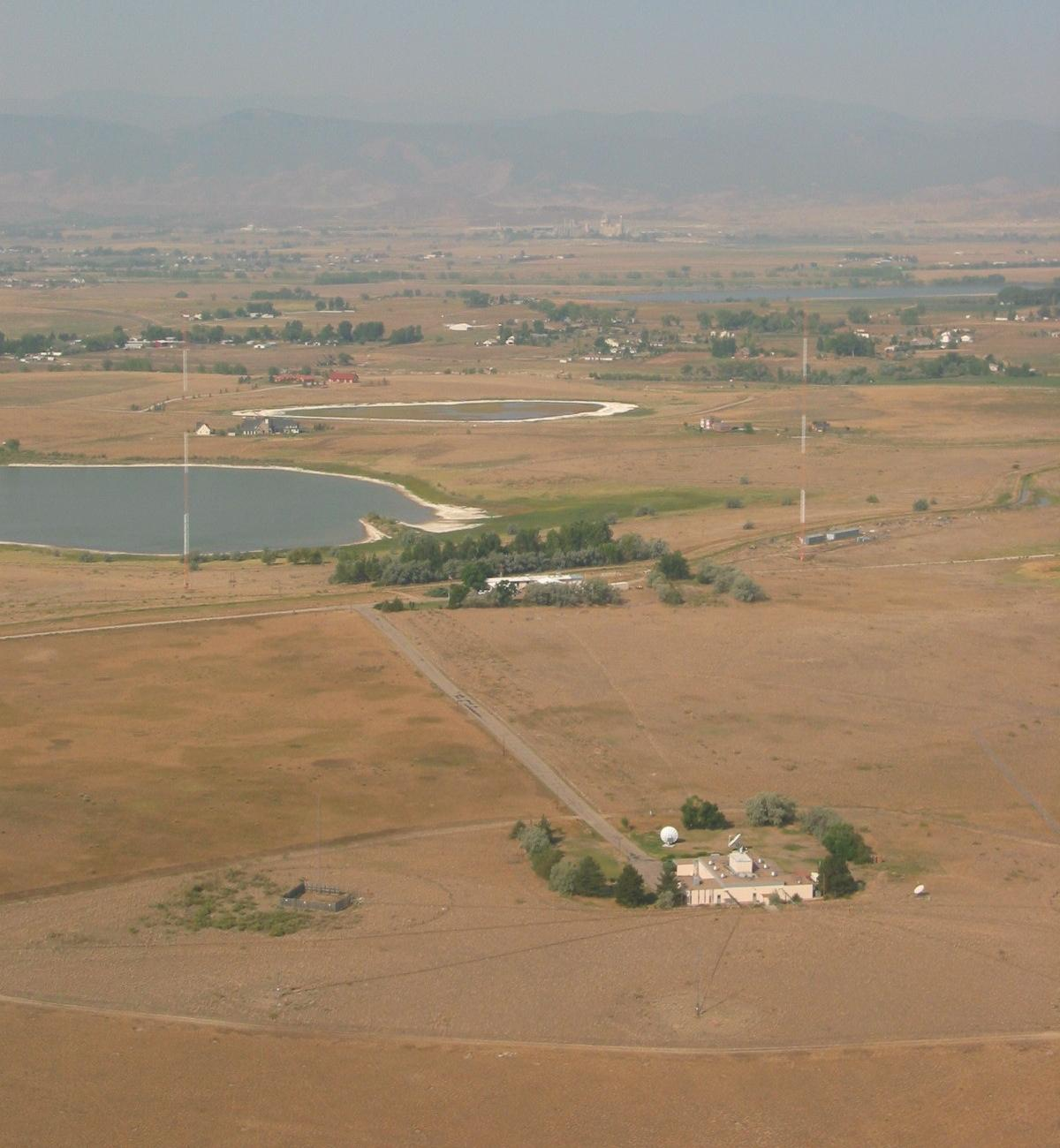
Vista del parque de transmisores de WWV desde un helicóptero

WWV comenzó a transmitir en 1919, y fue establecida por el Bureau of Standards (oficina de estándares) en la propia ciudad de Washington D.C. y se le reseña como una de las estaciones de radio en funcionamiento continuo más antiguas del mundo. En 1931 se trasladó de Washington D. C. a Maryland, antes de mudarse en 1966 a su actual ubicación, 100 km al norte de Denver, en Fort Collins. WWV comparte instalaciones con la estación de onda larga WWVB, que transmite en código la señal horaria (sin voz), en la frecuencia de 60 kHz.
El NIST también opera la emisora "hija" WWVH en Kauai, Hawái. Tanto WWV como WWVH anuncian el tiempo universal coordinado (UTC) cada minuto y hacen otros anuncios de interés público en horarios regulares, incluido el estado de la constelación de satélites del sistema de posicionamiento global (GPS). Debido a que transmiten simultáneamente en las mismas frecuencias, WWV usa una voz masculina, para diferenciarse de WWVH, la cual usa una voz femenina.
Aunque el gobierno del presidente Donald Trump recomendó retirarle los fondos de funcionamiento a la emisora WWV, en el presupuesto del año fiscal 2019, sin embargo el presupuesto final del NIST 2019 conservó recursos para el funcionamiento de la emisora, y sus "hijas" WWVB Y WWVH.

## Fundación de la emisora en 1919

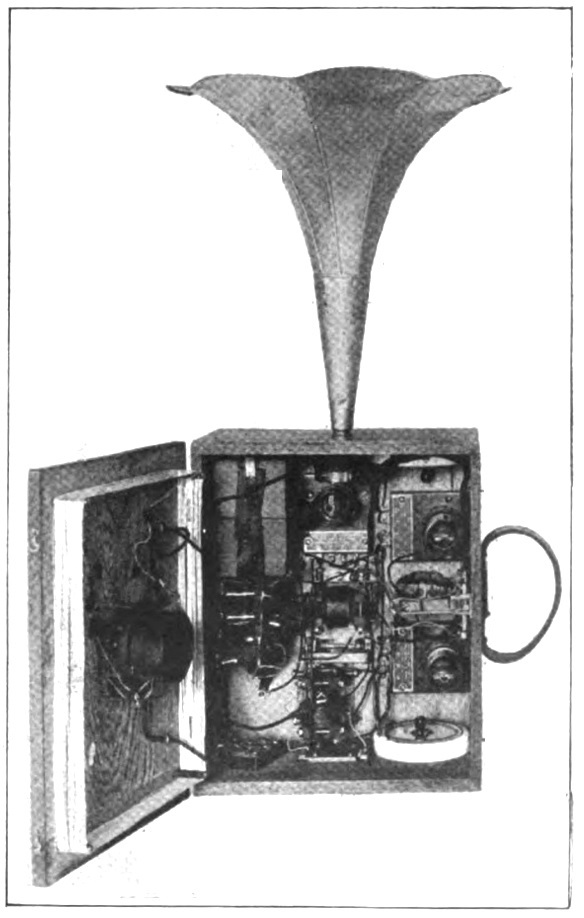
Junto con las transmisiones semanales a través de WWV, en mayo de 1920, el Bureau of Standards presentó el «teléfono portátil», con el que uno podía «recibir impulsos inalámbricos en forma de señales, música o voz, reproduciéndolos a través de un teléfono y una bocina».

El primer registro formal de la existencia de WWV aparece en la edición del 1 de octubre de 1919 del Boletín de Servicio de Radio, del Departamento de Comercio, donde aparece como una nueva «estación experimental» adscrita al Bureau of Standards de Washington D. C., asignándosele para sus transmisiones las letras de identificación «WWV». Aun así, hay registro de demostraciones de la emisora de radio por parte de esa oficina, anteriores a la salida oficial al aire de WWV, correspondientes al mes de febrero de 1919.
A partir de mayo de 1920, se informa que el laboratorio de radio estaba realizando conciertos semanales, cada viernes por la noche de 8:30 p. m. a 11:00 p. m., transmitiendo en la frecuencia de los 600 kHz. Ese mismo mes, se realizó una demostración pública de un receptor de radio portátil, llamado «teléfono portátil», que se dice que era capaz de recibir programas transmitidos a una distancia de hasta 24 km. Un artículo de periódico, en agosto siguiente, informó que los conciertos semanales se podían escuchar a 160 km de Washington D. C.. Sin embargo, también señaló que «la oficina ha estado experimentando con la música inalámbrica durante varios meses, y ha alcanzado una etapa de desarrollo tan avanzada, que es inútil realizar más investigaciones para ellos, y van a suspender los conciertos». Sin embargo, la estación continuó haciendo transmisiones experimentales, y en enero de 1921 se informó un nuevo récord de distancia, cuando un oyente a 960 km, en Chattanooga, Tennessee, escuchó las «olas de jazz saliendo del Bureau of Standards».
El 15 de diciembre de 1920, WWV comenzó a transmitir el «Daily Radio Marketgrams» (radiogramas diarios del mercado), un programa preparado por la Oficina de Mercados, Y en código morse en la frecuencia de 750 kHz, que según informes, se podía escuchar a 320 km de Washington D. C.. Sin embargo, el 15 de abril de 1921, la responsabilidad de los informes se transfirió a otras cuatro estaciones, operadas por el Departamento de Correos..

## Retos tecnológicos y expansión

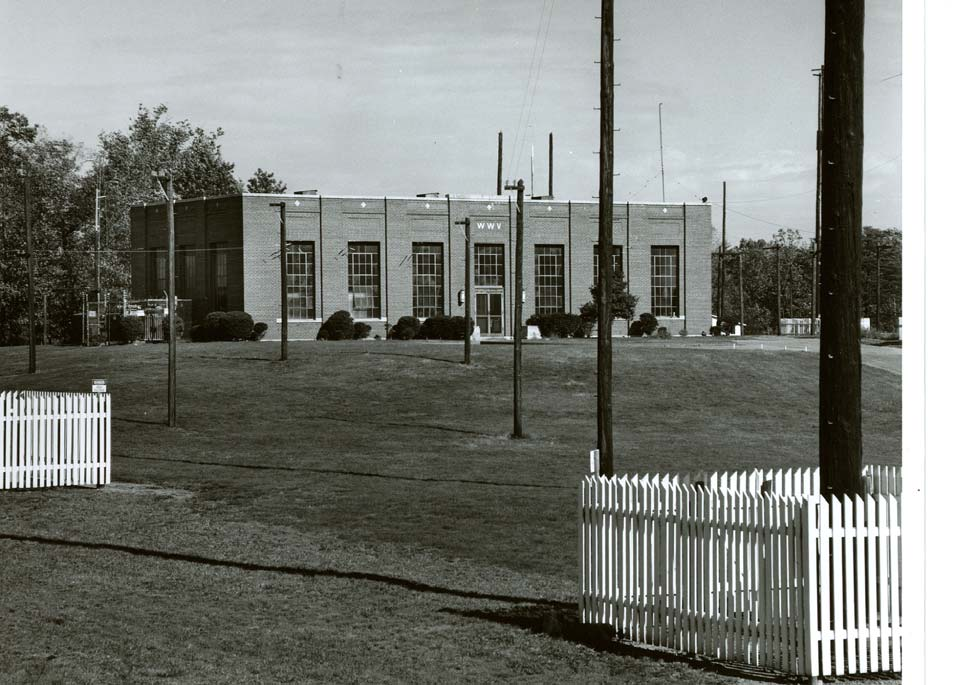
Una de las plantas transmisoras de Beltsville (1943-1966)

A fines de 1922, la WWV se propuso comenzar a transmitir en una frecuencia estable, a pesar de las limitaciones técnicas de los equipos de la época que causaban variaciones en las emisiones, y por tanto, los oyentes debían hacer ajustes para escuchar correctamente la emisora. Las pruebas comenzaron el 29 de enero de 1923, y las operaciones programadas regularmente comenzaron el 6 de marzo de 1923 con, inicialmente, siete frecuencias autorizadas de transmisión, en el rango de los 550 a los 1500 kHz (amplitud modulada). Las frecuencias ahora eran más precisas, «menos de tres décimas de un uno por ciento». Al principio, el transmisor tenía que cambiarse, manualmente, de una frecuencia a la siguiente, y usando un medidor de onda, algo muy complejo. Pero, con los primeros osciladores de cristal, se logró por fin estabilizar los osciladores generadores de frecuencia, los cuales se inventaron a mediados de la década de 1920, lo que implicó una notoria mejoría en la precisión de las transmisiones de la naciente WWV.

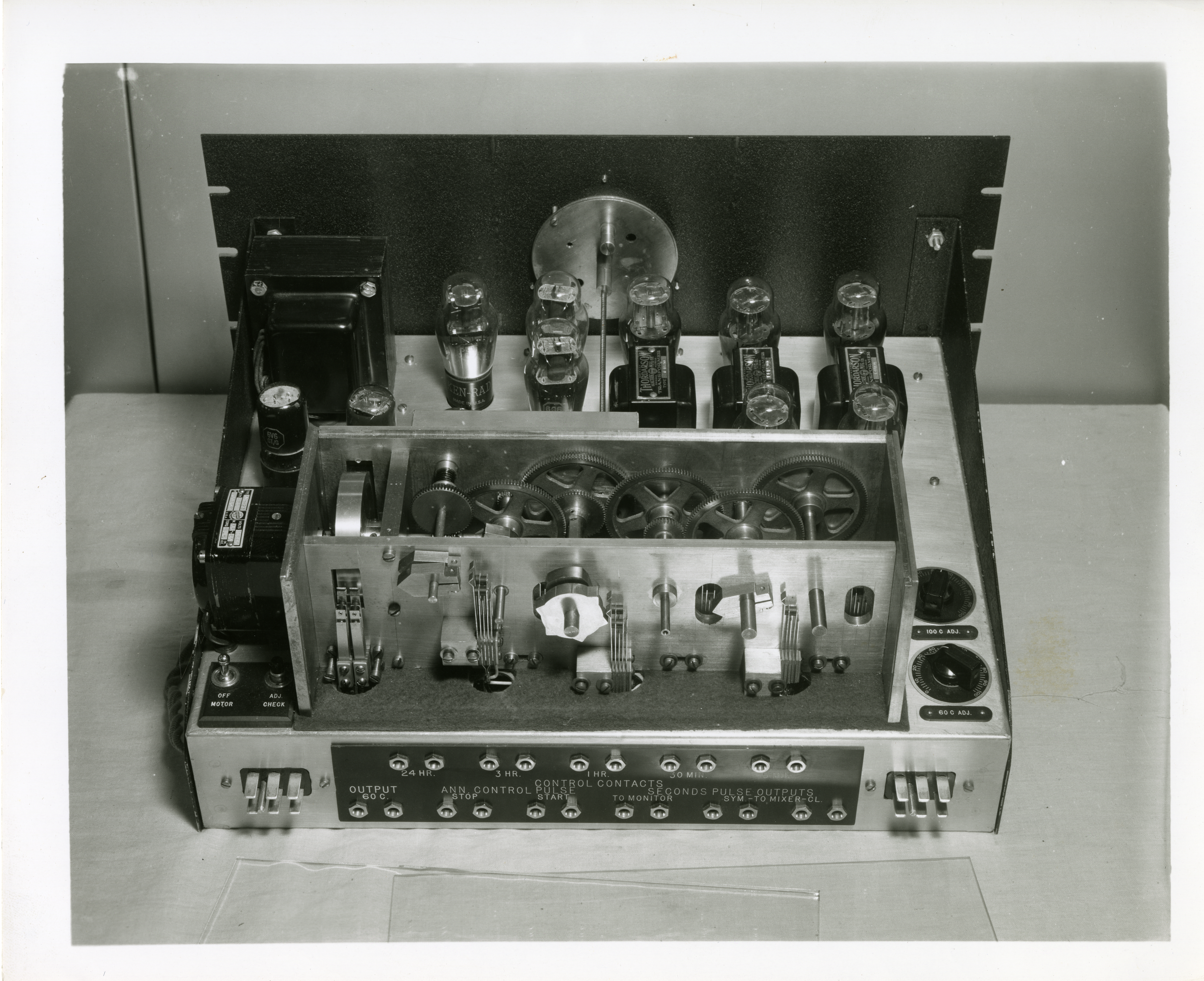
Generador de pulsos por segundo de la WWV del año 1943

Pero en 1926 WWV casi fue clausurada, pues su señal sólo lograba cubrir la mitad oriental de los Estados Unidos, en tanto, otras estaciones en Minneapolis, en la Universidad Stanford y el Instituto Tecnológico de Massachusetts lentamente estaban convirtiendo a WWV en una emisora redundante e innecesaria. Sin embargo, a pesar de que la estación estuvo al borde de aquel cierre anunciado en 1926, se salvó por una inundación de protestas de ciudadanos, quienes confiaban en el servicio de la WWV. Más tarde, en 1931, WWV experimentó una mejoría, pues su transmisor, ahora directamente controlado por un oscilador de cristal, fue trasladado a College Park, Maryland. Las emisiones comenzaron en los 5 MHz. Un año más tarde, el transmisor se mudó una vez más, esta vez a un predio del Departamento de Agricultura, en Beltsville, Maryland. Las transmisiones incorporaron las frecuencias de los 10 y 15 MHz, se aumentó la potencia, y se incorporaron las señales horarias con un tono en «La 440» (que se puede escuchar aquí), además de informes de ionosfera, útiles para saber si la recepción de radio sería buena o no por esos días, todas informaciones que ya eran parte de la programación habitual para junio de 1937.
El 6 de noviembre de 1940 WWV fue casi totalmente destruida por un incendio. Afortunadamente, la frecuencia y el equipo de transmisión se recuperaron, y la estación volvió al aire (con potencia reducida), el 11 de noviembre. En julio de 1941 el Congreso de los EE.UU. financió una nueva estación, la cual fue construida 5 kilómetros al sur de su ubicación anterior, en un lugar conocido como «Beltsville» aunque en 1961 se corrigió el nombre de la ubicación del transmisor, que cambió a Greenbelt, Maryland, el nombre correcto del lugar. El 1 de agosto de 1943, WWV reanudó todas sus transmisiones normales en 2.5, 5, 10 y 15 MHz.

## La señal horaria y otros servicios

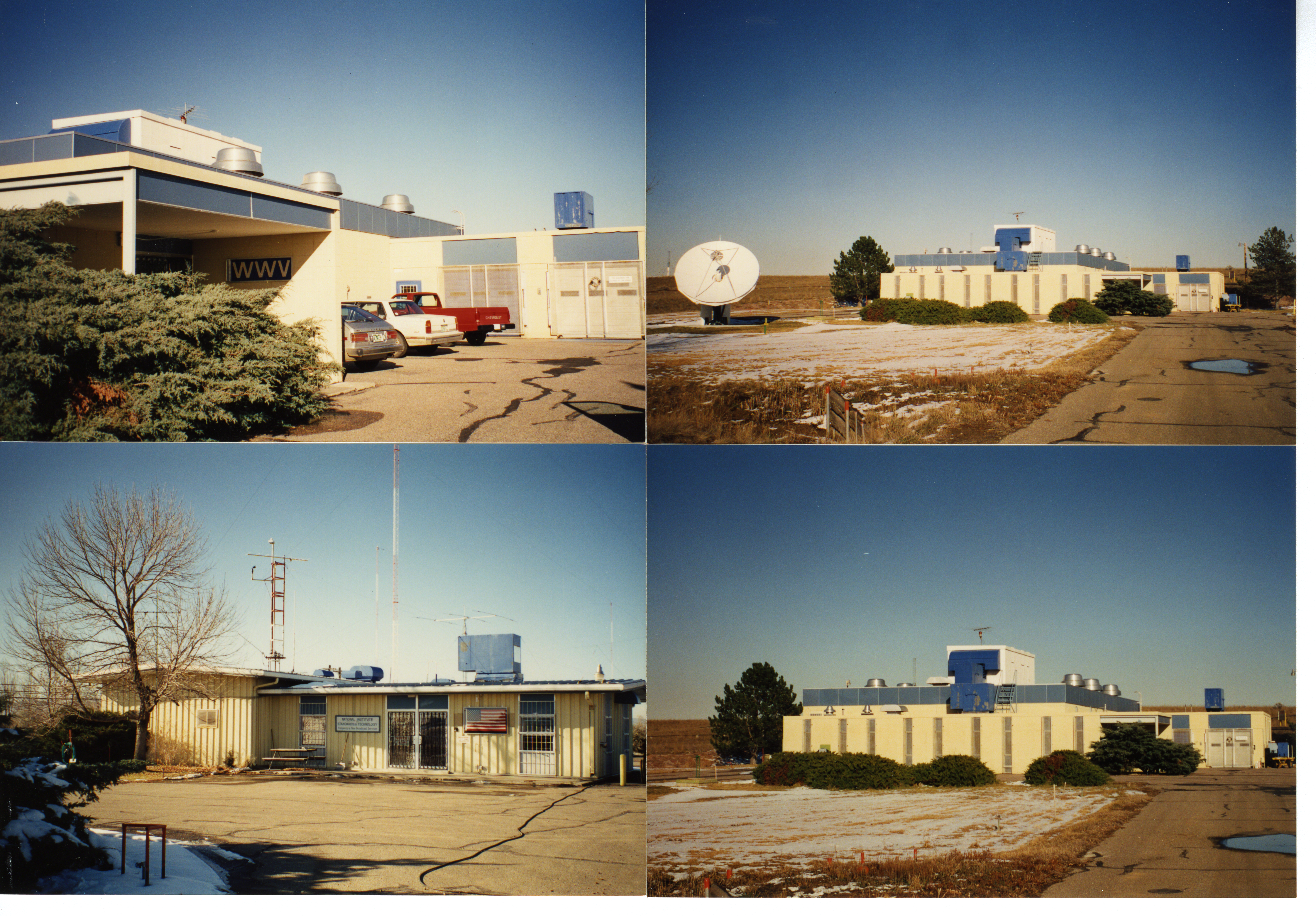
Diversas instalaciones de WWV en Fort Collins, Colorado

A partir de 1913, la principal estación horaria oficial que transmitía en el este de EE. UU. era la NAA, emisora de la Armada ubicada en Arlington, Virginia, sin embargo, la NAA fue totalmente desmantelada en 1941, por la construcción del Aeropuerto Nacional. Ya en 1937 WWV había comenzado a transmitir los segundos en pulsos, pero inicialmente no estaban vinculados al tiempo real. En junio de 1944, el Observatorio Naval de los Estados Unidos permitió que WWV usara su reloj de precisión, como fuente de las señales horarias. Y un año después, en octubre de 1945, WWV transmitió los primeros anuncios de tiempo en código Morse, cada cinco minutos. Los anuncios de voz comenzaron el 1 de enero de 1950, y se transmitieron cada cinco minutos. Para ello se emplearon las frecuencias de audio de 600 y 440 Hz, durante minutos alternos. En ese momento, WWV ya estaba transmitiendo en 2.5, 5, 10, 15, 20, 25, 30 y 35 MHz. Las transmisiones en 30 y 35 MHz finalizaron en 1953.
Un código de tiempo decimal codificado en binario comenzó a probarse en 1960, y se convirtió en permanente a partir de 1961. Este «código de tiempo de la NASA», como se le llamaba, se moduló en un tono de audio de 100 Hz a 1000 Hz. El 1 de julio de 1971, la transmisión del código de tiempo se cambió a la actual subportadora de 100 Hz, que es inaudible cuando se usa un radio normal.

La WWV finalmente se trasladó a su actual ubicación, cerca de la ciudad de Fort Collins, el 1 de diciembre de 1966, permitiendo una mejor recepción de su señal, en todo el territorio continental de los Estados Unidos. WWVB ya había salido al aire desde allí, tres años antes.
Hasta 1966 WWV usó la hora estándar del este y luego pasó a transmitir la hora estándar de la montaña, que es la hora local de Colorado. Pero en abril de 1967, WWV pasó a emitir la hora del meridiano de Greenwich (GMT). A partir de 1974 la estación volvió a cambiar, y a partir de entonces y hasta el presente, los anuncios horarios corresponden al tiempo universal coordinado (UTC).
Las transmisiones de 20 y 25 MHz se suspendieron en 1977, pero la transmisión de 20 MHz se restableció al año siguiente. A partir del 4 de abril de 2014, la señal de 25 MHz volvió al aire en modo "experimental", pero desde entonces volvió a quedar fuera de servicio, por ser años de condiciones atmosféricas desfavorables.
La voz utilizada en WWV fue, durante muchos años, la del locutor profesional Don Elliott Heald, hasta el 13 de agosto de 1991, cuando los cambios de los equipos de transmisión requirieron volver a grabar los anuncios. En ese momento se hizo una primera regrabación con el locutor profesional, John Doyle, pero luego se utilizó la voz del presentador matutino de la emisora de San Francisco KSFO, Lee Rodgers.

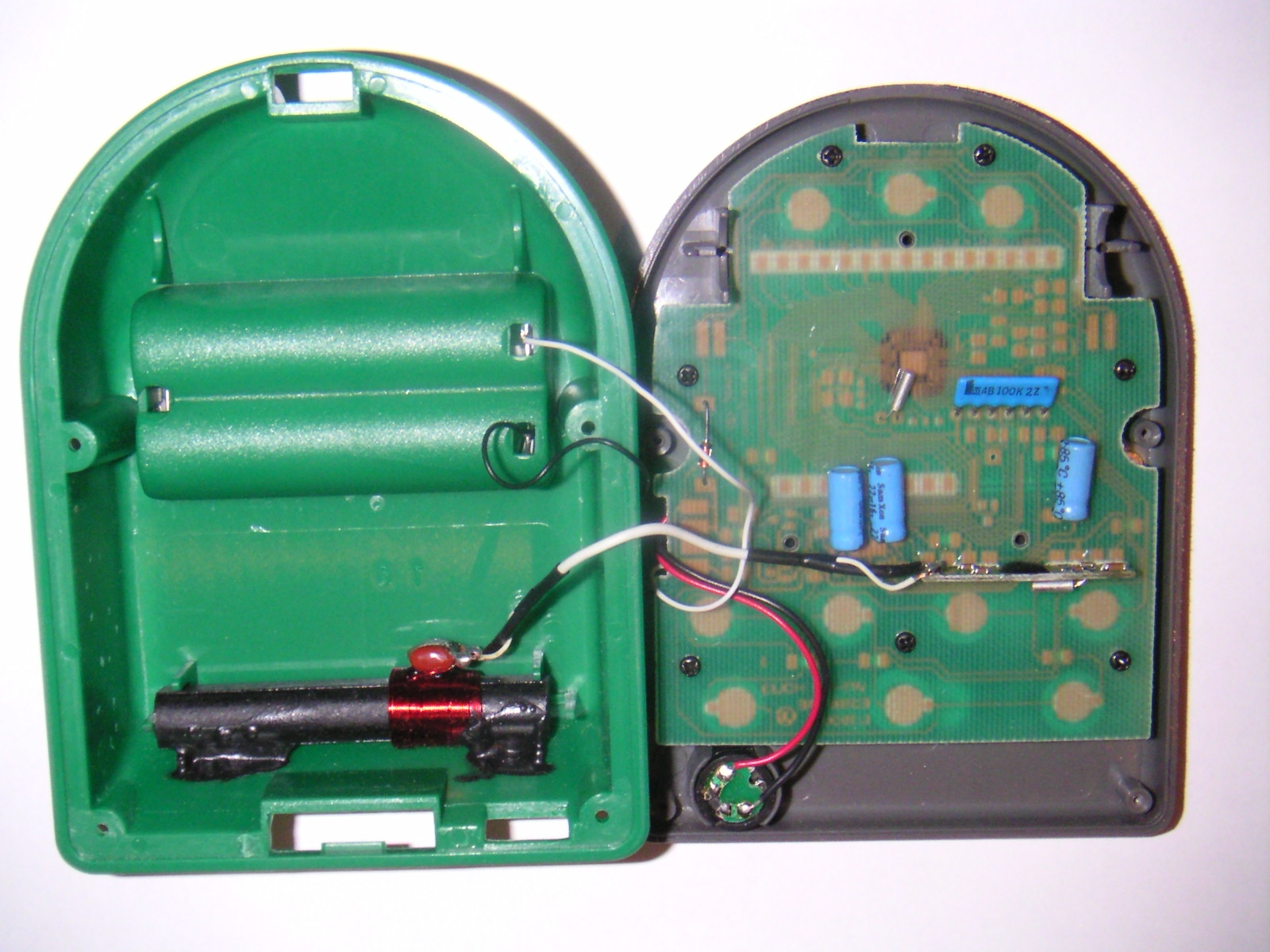
Interior de un reloj controlado por radio en el cual se aprecia, en la parte inferior, la antena de ferrita que capta la emisora de señal horaria que ajusta automáticamente la hora

WWV ha difundido la «hora oficial de los EE.UU.», según lo dispuesto por entidades gubernamentales como el NIST y el Observatorio Naval de los Estados Unidos (USNO), para garantizar que se mantenga la hora uniforme, a lo largo y ancho de todos los Estados Unidos, e incluso en el mundo, pues la señal de las estaciones alcanza distintos territorios y continentes. De este modo, WWV proporciona un servicio público, y su información de la hora oficial está disponible los 365 días del año, gratuitamente.
Las señales de tiempo generadas por la WWV permiten que cualquier tipo de dispositivo con reloj, como los relojes controlados por radio, así como infinidad de electrodomésticos con reloj incorporado como neveras o estufas de cocina, mantengan automáticamente la hora precisa, sin la necesidad de ajustes manuales. Estas señales horarias son utilizadas, tanto por empresas como por instituciones, para las cuales la precisión es esencial en sus operaciones diarias, incluidos el envío de mercancías por mar, el transporte aéreo, la tecnología espacial, la investigación científica, la educación, las fuerzas armadas, la seguridad pública, y las telecomunicaciones en general. 

## WWV y el Sputnik

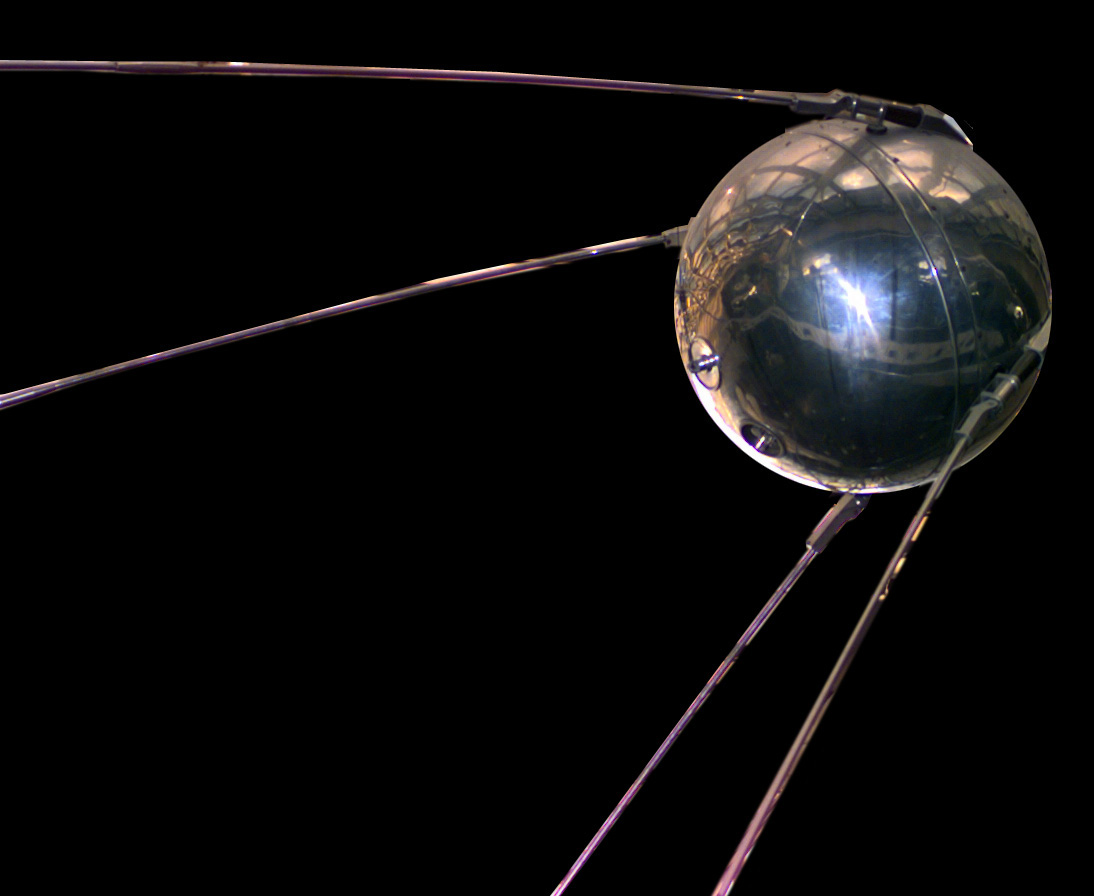
Réplica del Sputnik 1 cuya desintegración fue monitoreada gracias a la WWV

La señal de 20 MHz del WWV se utilizó con un propósito único y especial en 1958: rastrear la desintegración del satélite ruso Sputnik, después de que fallara la electrónica a bordo de la nave. El Dr. John D. Kraus, profesor de la Universidad Estatal de Ohio, sabía que en ese momento un meteorito que había ingresado a la atmósfera superior, estaba dejando a su paso una pequeña cantidad de aire ionizado. Este aire refleja las señales de radio perdidas de regreso a la tierra, fortaleciendo la señal que se capta en la superficie terrestre por unos segundos. Este efecto se conoce como dispersión de meteoritos. El Dr. Kraus pensó que lo que quedaba del Sputnik mostraría el mismo efecto, pero a mayor escala. En efecto, su predicción fue totalmente correcta; la señal de la WWV se fortaleció notablemente y por un lapso superior al minuto. Además, el fortalecimiento provino de una dirección y en un momento del día, que coincidía con las predicciones del recorrido de las últimas órbitas del Sputnik. Usando esta información, el Dr. Kraus pudo trazar una línea de tiempo completa de la desintegración del Sputnik. En particular, observó que un satélite artificial no cae como un cuerpo único, sino que el artefacto espacial se divide en distintos fragmentos, a medida que se acerca a la tierra. Hallazgos científicos como éste contribuirían a la incipiente carrera espacial estadounidense.

## Sistema de transmisiones y frecuencias

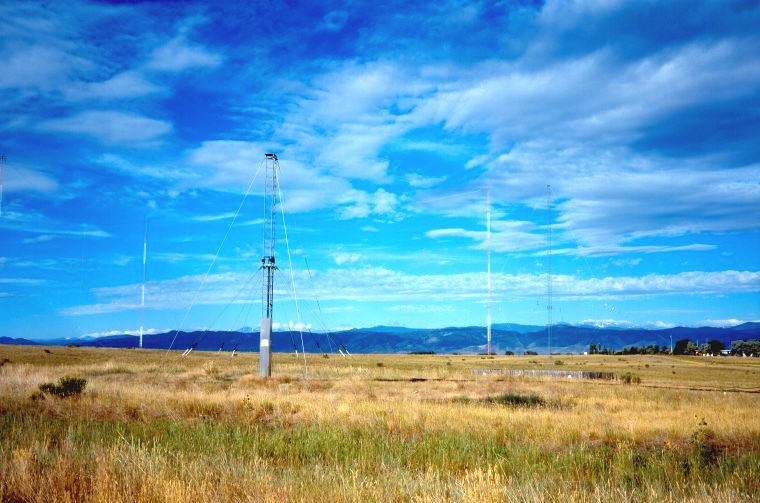
Antena de la WWV en la frecuencia de 15 MHz

La WWV cuenta con seis transmisores principales, cada uno de ellos dedicado exclusivamente a la emisión de una sola radiofrecuencia. El parque de antenas de transmisión, así como las señales horarias de WWV y WWVB, y los cuatro relojes atómicos (cesio), de los cuales se derivan tales señales horarias, están a cargo de la División de Tiempo y Frecuencia del NIST, con sede en Boulder, Colorado. Cada antena es omnidireccional, por lo que su alcance supera el EE. UU. continental.
WWV se identifica dos veces cada hora, y el texto es el siguiente:
| «...tiempo del Instituto Nacional de Estándares y Tecnología. Esta es la estación de radio WWV, Fort Collins, Colorado, transmitiendo por las bandas internacionales de frecuencia asignada de dos punto cinco, cinco, diez, quince y veinte megahercios, brindando la hora del día, la señal horaria en tiempo universal coordinado, y otras informaciones relacionadas. Las consultas sobre estas transmisiones pueden dirigirse al National Institute of Standards and Technology, Radio Station WWV, 2000 East County Road 58, Fort Collins, Colorado, 80524...» |

| Estación | Inicio | Fin  | Radio frecuencias | Frecuencias de audio | Tonos musicales | Intervalos horarios | Señales horarias | Corrección UT2 | Pronóstico propagación radial | Alertas geofísicas |
| -------- | ------ | ---- | ----------------- | -------------------- | --------------- | ------------------- | ---------------- | -------------- | ----------------------------- | ------------------ |
| WWV      | 1919   |      | ✔                 | ✔                    | ✔               | ✔                   | ✔                | ✔              | ✔                             | ✔                  |
| WWVH     | 1948   | ✔    | ✔                 | ✔                    | ✔               | ✔                   | ✔                |                | ✔                             |                    |
| WWVB     | 1963   | ✔    |                   |                      | ✔               | ✔                   | ✔                |                |                               |                    |
| WWVL     | 1963   | 1972 | ✔                 |                      |                 |                     |                  |                |                               |                    |

## Servicio telefónico

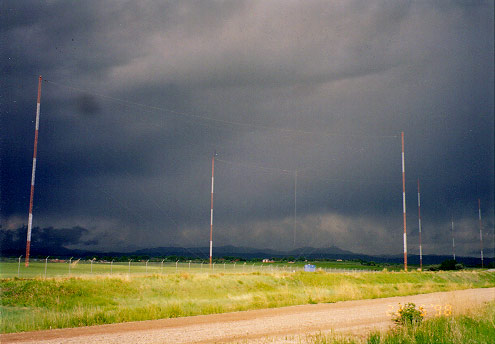
Parque de transmisores de la WWV en Fort Collins, Colorado, EE.UU.

Si uno no cuenta con un radio de onda corta u onda larga, también se puede acceder a la señal horaria de WWV por teléfono, llamando desde cualquier parte del mundo al +1 (303) 499-7111 (WWV), o al +1 (808) 335-4363 para WWVH de Hawái. También se puede acceder a un servicio de señal horaria equivalente, proporcionado por el Observatorio Naval de los Estados Unidos llamando al +1 (202) 762-1401, de Washington D. C.. Las llamadas telefónicas están limitadas a sólo 2 minutos y 35 segundos de duración, y la señal se retrasa en, promedio, 30 milisegundos debido al tiempo de propagación de la red telefónica.
En América Latina, Caracol, la cadena radial colombiana, diariamente retransmite en directo desde Fort Collins, Colorado, en sus programas de la mañana, el anuncio en inglés de la señal horaria, lo que la emisora llama la «hora exacta».

## Otros anuncios de voz

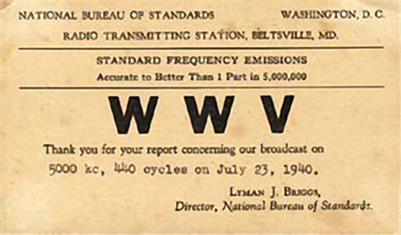
Tarjeta de confirmación de informe de recepción (QSL) del año 1940

A partir de 1974 WWV transmite anuncios especiales de voz tales como: advertencias de tormentas marinas, proporcionadas por el Servicio Meteorológico Nacional y del Centro de Navegación de la Guardia Costera (para el Océano Atlántico y para el Océano Pacífico); informes de "salud" satelital del sistema Navstar con el que opera el sistema GPS; informes especiales de alerta geofísica de la NOAA, con información sobre actividad solar y condiciones de propagación de las ondas de radio, importante para las radiocomunicaciones.
La WWV acepta informes de recepción enviados a la dirección de la estación, y los responde con las respectivas tarjetas QSL

## Formatos de radiodifusión
Además de las frecuencias portadoras estándar, WWV transporta información adicional utilizando la banda lateral doble estándar en amplitud modulada. Las transmisiones de WWV siguen un patrón regular que se repite cada minuto. Están coordinados con su estación hija WWVH, para limitar la interferencia entre ellas. Debido a que son muy similares, ambos se describen aquí:

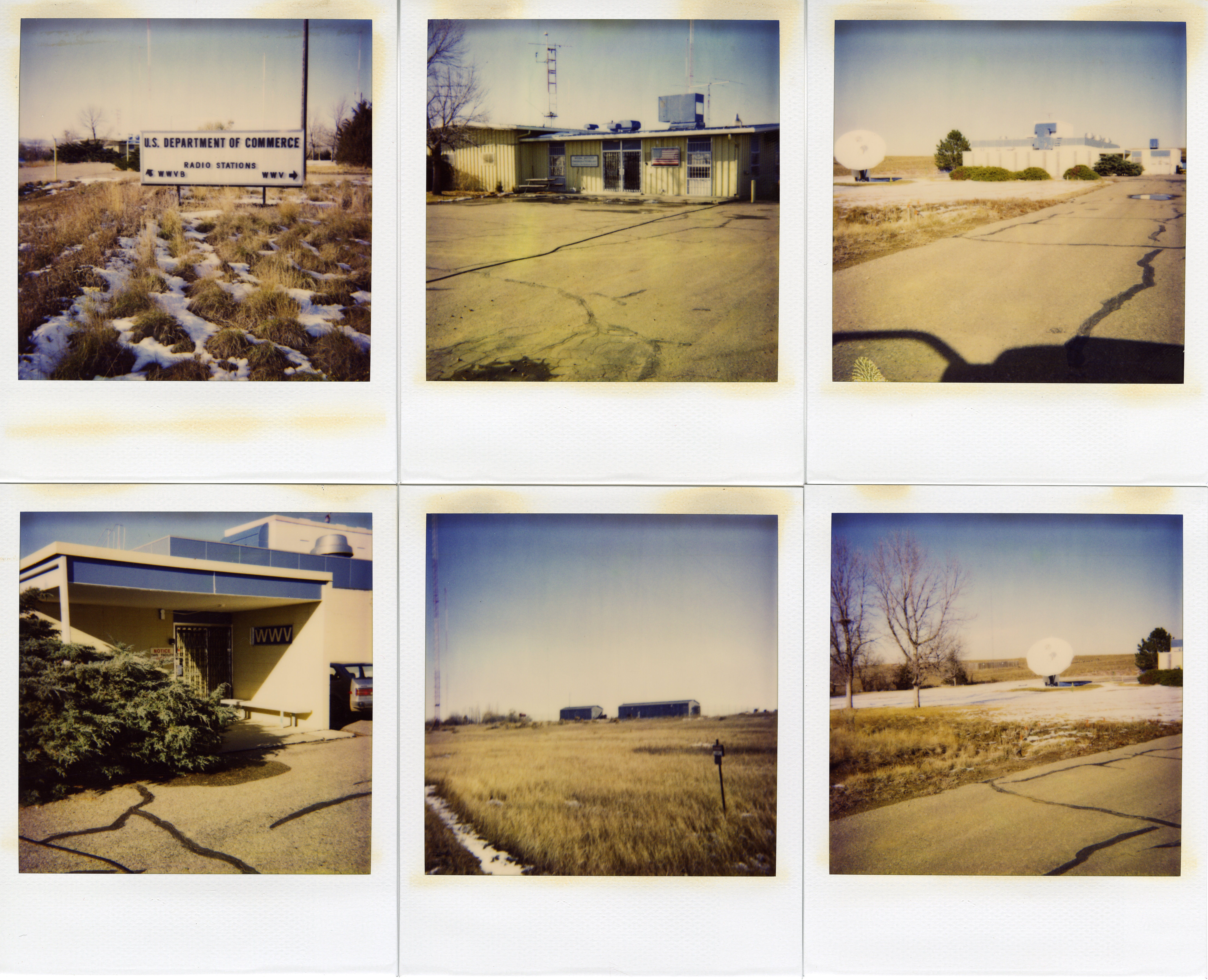
Fotografías instantáneas de las instalaciones de WWV tomadas con una cámara Polaroid

| Second  | WWV                            | WWVH                           |
| ------- | ------------------------------ | ------------------------------ |
| 0–1     | Tono del minuto (0.8 s)        | Tono del minuto (0.8 s)        |
| 1–45    | Tono estándar o anuncio de voz | Tono estándar o anuncio de voz |
| 45–52.5 | Silencio (excepto tic)         | Anuncio de voz de la hora      |
| 52.5–60 | Anuncio de voz de la hora      | Silencio (excepto tic)         |

### Date and time
WWV transmite la fecha y la hora exacta de la siguiente manera:
1. Anuncios de voz de la hora en inglés.
2. Decimal codificado en binario código de tiempo de fecha y hora, transmitido como pulsos de longitud variable de tono de 100 Hz, un bit por segundo.[40]

En ambos casos, el tiempo transmitido se da en Tiempo universal coordinado (UTC).

### Tics por segundo y marcadores de minutos
WWV transmite "ticks" de audio una vez por segundo, para permitir una sincronización manual precisa del reloj. Estos ticks siempre se transmiten, incluso durante los anuncios de voz y los períodos de silencio. Cada tic comienza en el segundo, dura 5 ms y consta de 5 ciclos de una onda sinusoidal. 
345/5000
Para que el tic se destaque más, todas las demás señales se suprimen durante 40 ms, desde 10 ms antes del segundo hasta 30 ms después (25 ms después del tic). Como excepción, no se transmite ningún tic (ni intervalo de silencio) a los 29 o 59 segundos del minuto. En el caso de un segundo intercalar, tampoco se transmite ningún tic durante el segundo 60 del minuto.

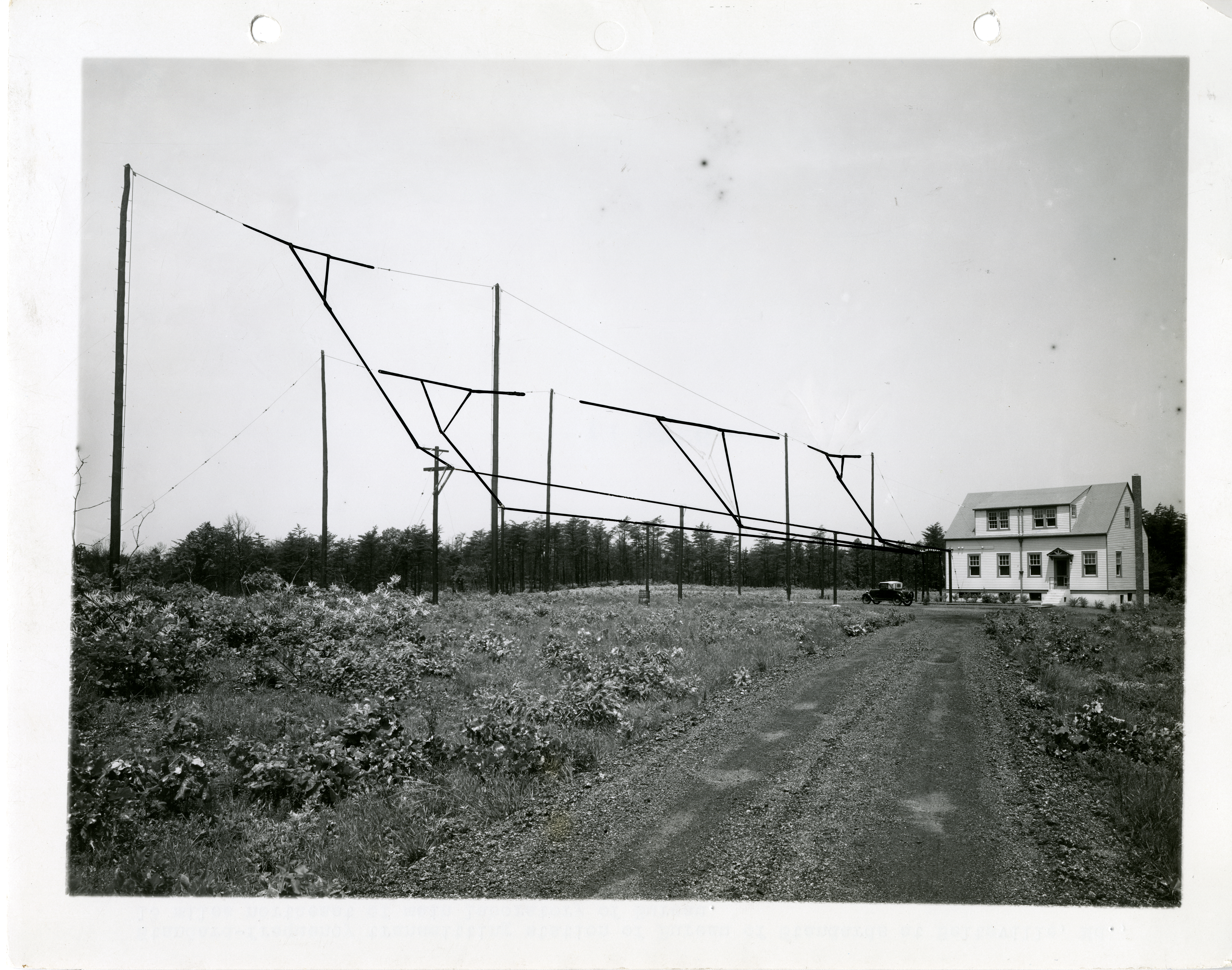
Estación transmisora de la WWV en Beltsville, Maryland, 21 km al noreste del laboratorio principal del National Bureau of Standards (1943 -1966)

En el minuto, el tic se extiende a un pitido largo de 0,8 segundos, seguido de 0,2 s de silencio. En la hora, este pulso minuto se transmite en lugar de 1.000. El comienzo del tono corresponde al comienzo del minuto.
Entre los segundos uno y dieciséis inclusive, más allá del minuto, la diferencia actual entre UTC se transmite duplicando algunos de los tics de una vez por segundo, transmitiendo un segundo tick 100 ms después del primero. (El segundo tic se adelanta a otras transmisiones, pero no obtiene una zona silenciosa). El valor absoluto de esta diferencia, en décimas de segundo, está determinado por el número de tics duplicados. El signo está determinado por la posición: si los ticks dobles comienzan en el segundo, UT1 está por delante de UTC; si comienzan en el segundo nueve, UT1 está detrás de UTC.
WWVH transmite señales similares de 5 y ms, pero se envían como seis ciclos de 1.200 Hz. El pitido minuto también es de 1.200 Hz, excepto en la hora en que es de 1.500 Hz.
Los ticks y los minutos se transmiten al 100% de modulación.
WWVH transmite la misma información en un horario diferente. Los anuncios de voz de WWV y WWVH están programados para evitar la diafonía; WWV transmite silencio radial cuando WWVH transmite anuncios de voz, y viceversa. Las advertencias de tormenta de WWVH cubren el área alrededor de las islas hawaianas y el Lejano Oriente en vez de América del Norte. Silencio radial es un período de silencio que interrumpe una transmisión durante la cual no se emite ningún material de programa de audio.
| Minuto | WWV                                              | WWVH                    |    | Minuto                        | WWV                           | WWVH |          | Minuto                                          | WWV | WWVH |
| 00     | Identificación de la estación                    | Silencio                | 20 | 500 Hz                        | 600 Hz                        | 40   | 500 Hz   | 600 Hz                                          |     |      |
| 01     | 600 Hz                                           | 440 Hz                  | 21 | 600 Hz                        | 500 Hz                        | 41   | 600 Hz   | 500 Hz                                          |     |      |
| 02     | 440 Hz                                           | 600 Hz                  | 22 | 500 Hz                        | 600 Hz                        | 42   | 500 Hz   | 600 Hz                                          |     |      |
| 03     | 600 Hz                                           | (Reservado por el NIST) | 23 | 600 Hz                        | 500 Hz                        | 43   | Silencio | Estado del sistema GPS                          |     |      |
| 04     | (Reservado por el NIST)                          | 600 Hz                  | 24 | 500 Hz                        | 600 Hz                        | 44   | Silencio | Estado del sistema GPS                          |     |      |
| 05     | 600 Hz                                           | 500 Hz                  | 25 | 600 Hz                        | 500 Hz                        | 45   | Silencio | Alertas geofísicas                              |     |      |
| 06     | 500 Hz                                           | 600 Hz                  | 26 | 500 Hz                        | 600 Hz                        | 46   | Silencio | 600 Hz                                          |     |      |
| 07     | 600 Hz                                           | 500 Hz                  | 27 | 600 Hz                        | 500 Hz                        | 47   | Silencio | (Reservado por el NIST)                         |     |      |
| 08     | Alerta de tormentas para el Atlántico Norte      | Silencio                | 28 | 500 Hz                        | 600 Hz                        | 48   | Silencio | Alerta de tormentas para el Pacífico occidental |     |      |
| 09     | Alerta de tormentas para el Atlántico Norte      | Silencio                | 29 | Silencio                      | Identificación de la estación | 49   | Silencio | Alerta de tormentas para el Pacífico oriental   |     |      |
| 10     | Alerta de tormentas para el Noreste del Pacífico | Silencio                | 30 | Identificación de la estación | Silencio                      | 50   | Silencio | Alerta de tormentas para el Pacífico Sur        |     |      |
| 11     | (Alertas adicionales de tormentas)               | Silencio                | 31 | 600 Hz                        | 500 Hz                        | 51   | Silencio | Alerta de tormentas para el Pacífico Norte      |     |      |
| 12     | 500 Hz                                           | 600 Hz                  | 32 | 500 Hz                        | 600 Hz                        | 52   | Silencio | (Alertas adicionales de tormentas)              |     |      |
| 13     | 600 Hz                                           | 500 Hz                  | 33 | 600 Hz                        | 500 Hz                        | 53   | 600 Hz   | 500 Hz                                          |     |      |
| 14     | Estado del sistema GPS                           | Silencio                | 34 | 500 Hz                        | 600 Hz                        | 54   | 500 Hz   | 600 Hz                                          |     |      |
| 15     | Estado del sistema GPS                           | Silencio                | 35 | 600 Hz                        | 500 Hz                        | 55   | 600 Hz   | 500 Hz                                          |     |      |
| 16     | (Reservado por el NIST)                          | Silencio                | 36 | 500 Hz                        | 600 Hz                        | 56   | 500 Hz   | 600 Hz                                          |     |      |
| 17     | 600 Hz                                           | Silencio                | 37 | 600 Hz                        | 500 Hz                        | 57   | 600 Hz   | 500 Hz                                          |     |      |
| 18     | Alertas geofísicas                               | Silencio                | 38 | 500 Hz                        | 600 Hz                        | 58   | 500 Hz   | 600 Hz                                          |     |      |
| 19     | Alertas geofísicas                               | Silencio                | 39 | 600 Hz                        | 500 Hz                        | 59   | Silence  | Identificación de la estación                   |     |      |

### Frecuencias de tono de audio estándar
WWV y WWVH transmiten 44 segundos de tonos de audio durante la mayoría de los minutos. Comienzan después de la marca de minuto de 1 segundo y continúa hasta el comienzo del anuncio de tiempo de WWVH 45 segundos después del minuto.
Los minutos pares (excepto el minuto 2) transmiten 500 Hz, mientras que 600 Hz se escuchan durante los minutos impares. El tono se interrumpe durante 40 ms cada segundo por los segundos tics. WWVH es similar, pero intercambia los dos tonos.
WWV also transmits a 440 Hz tone, a commonly used in music, LA 440 (pitch standard), the musical note LA above DO musical note middle DO during minute 2 of each hour, except for the first hour of the UTC day. Since the 440 Hz tone is only transmitted once per hour, many chart recorders may use this tone to mark off each hour of the day, and likewise, the omission of the 440 Hz tone once per day can be used to mark off each twenty-four-hour period.  WWVH transmits the same tone during minute 1 of each hour.

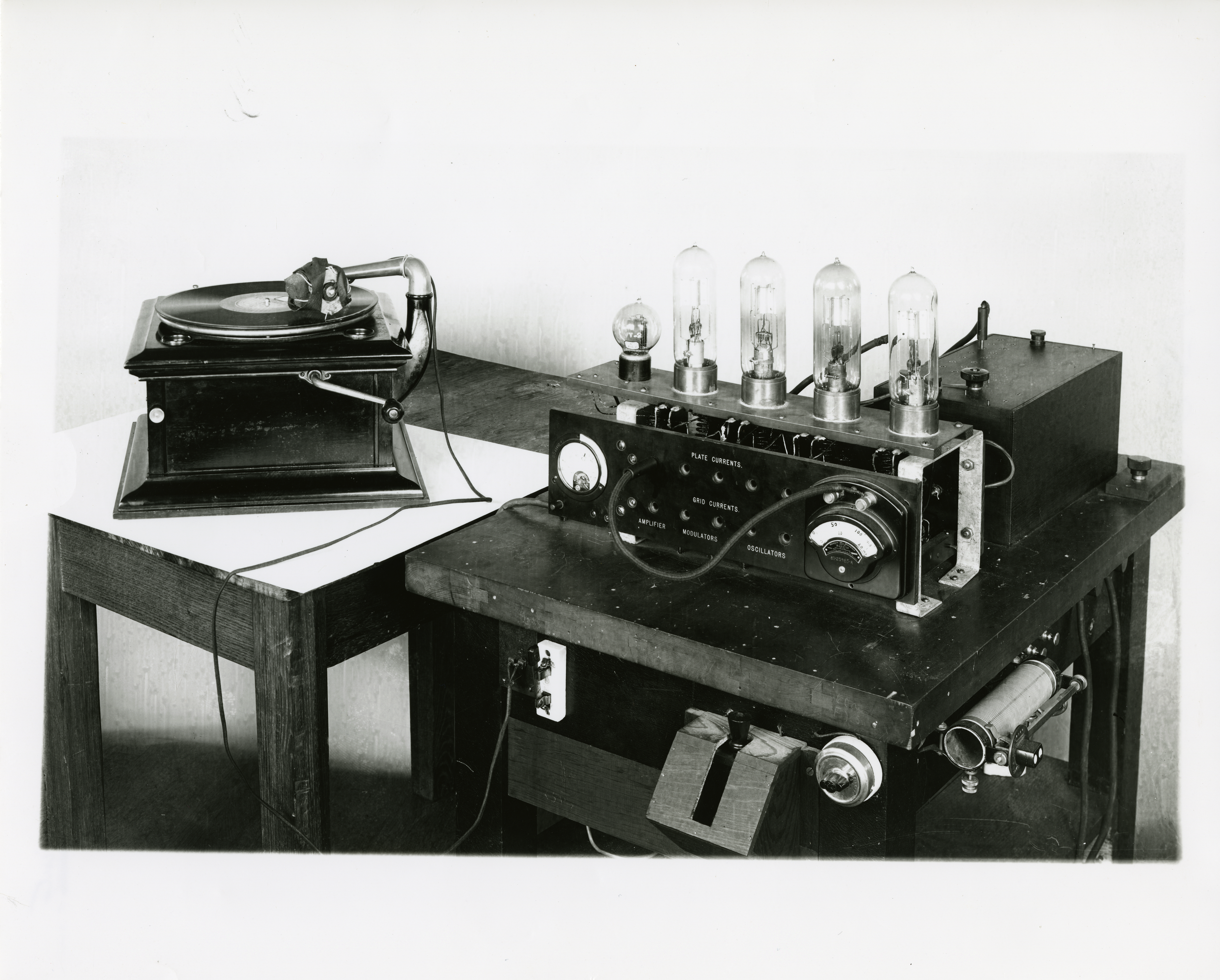
En la primavera de 1920 la estación WWV ya transmitía música, antes que se creara la primera radio comercial de los EE. UU. varios meses después.

No tone is transmitted during voice announcements from either WWV or WWVH; the latter causes WWV to transmit no tone during minutes 43 through 51 (inclusive) and minutes 29 and 59 of each hour. Likewise, WWVH transmits no tone during minutes 0, 8, 9, 10, 14 through 19, and 30.
Audio tones and other voice announcements are sent at 50% modulation.
WWV también transmite un tono de 440 Hz, comúnmente utilizado en música, LA 440 (estándar de tono), la nota musical LA arriba de la nota musical DO media DO durante el minuto 2 de cada hora, excepto la primera hora del día UTC. Dado que el tono de 440 Hz solo se transmite una vez por hora, muchos registradores de gráficos pueden usar este tono para marcar cada hora del día, y de la misma manera, la omisión del tono de 440 Hz una vez al día puede usarse para marcar cada veinte período de cuatro horas. WWVH transmite el mismo tono durante el minuto 1 de cada hora.
No se transmite ningún tono durante los anuncios de voz de WWV o WWVH; esto último hace que WWV no transmita ningún tono durante los minutos 43 a 51 (inclusive) y los minutos 29 y 59 de cada hora. Del mismo modo, WWVH no transmite ningún tono durante los minutos 0, 8, 9, 10, 14 a 19 y 30.
Los tonos de audio y otros anuncios de voz se envían con una modulación del 50%.

### Código de tiempo digital
La hora del día también se transmite continuamente utilizando un código de tiempo digital, interpretable por relojes controlado por radio. El código de tiempo utiliza una subportadora de 100 Hz de la señal principal. Es decir, es un tono adicional de bajo nivel de 100 Hz agregado a las otras señales de audio de AM.
Este código es similar y tiene el mismo marco que el código de tiempo IRIG H y el código de tiempo que WWVB transmite, excepto que los campos individuales del código se reorganizan y se transmiten con el bit menos significativo enviado primero. Al igual que el código de tiempo IRIG, la hora transmitida es la hora del comienzo del minuto. También, como el código de tiempo IRIG, los datos numéricos (minuto, hora, día del año y los últimos dos dígitos del año) se envían en formato decimal codificado en binario (BCD) en lugar de simples enteros binarios: cada dígito decimal se envía como dos, tres o cuatro bits (dependiendo de su posible rango de valores).

##### Codificación de bits
La subportadora de 100 Hz se transmite a −15 dBc (modulación del 18%) a partir de 30 ms desde el inicio de la segunda (los primeros 30 ms están reservados para la marca de segundos), y luego se reduce en 15 dB (a −30 dBc, 3% de modulación) en una de tres veces en el segundo. La duración de la subportadora de 100 Hz de alta amplitud codifica un bit de datos de 0, un bit de datos de 1 o un "marcador", como sigue:
- Si la subportadora se reduce 800 ms después del segundo, esto indica un "marcador".
- Si la subportadora se reduce 500 ms después del segundo, esto indica un bit de datos con valor uno.
- Si la subportadora se reduce 200 ms después del segundo, esto indica un bit de datos con valor cero.

De este modo, se envía un solo bit o marcador en cada segundo de cada minuto, excepto el primero (segundo: 00). El primer segundo de cada minuto está reservado para el marcador de minutos, descrito anteriormente.

Cómo se propagan las ondas de WWV más allá del Estados Unidos continental

En el diagrama anterior, las barras roja y amarilla indican la presencia de la subportadora de 100 Hz, con el amarillo representando la subportadora de mayor resistencia (−15 dB referenciada al 100% de modulación) y el rojo la subportadora de menor resistencia (−30 dB referenciada al 100% modulación). Las barras amarillas más anchas representan los marcadores, las más angostas representan bits de datos con valor 0 y las de ancho intermedio representan bits de datos con valor 1.

##### Interpretación
Se tarda un minuto en transmitir un código de tiempo completo. La mayoría de los bits codifican el tiempo UTC, el día del año, el año del siglo y la corrección UT1 hasta ± 0,7 s.
Al igual que el código de tiempo WWVB, sólo se transmiten los errores de formato y almacenamiento de tiempo (representaciones de año de dos dígitos | decenas y dígitos de unidades del año); a diferencia del código de tiempo WWVB, no hay indicación directa para el año bisiesto. Por lo tanto, los receptores que asumen que el año 00 es bisiesto (correcto para el año 2000) serán incorrectos en el año 2100. Por otro lado, los receptores que asumen que el año 00 no es bisiesto serán correctos para el 2001 hasta el 2399.
La siguiente tabla muestra la interpretación de cada bit, siendo la columna "Ex" los valores del ejemplo anterior.
| Bit | Valor                            | Significado                                                            | Ex                               |     | Bit | Valor                                                 | Significado | Ex  |      | Bit                                                                                                  | Valor | Significado | Ex |
| :00 | No hay 100 Hz (marca del minuto) | No hay 100 Hz (marca del minuto)                                       | No hay 100 Hz (marca del minuto) | :20 | 1   | Horas Ejemplo: 21                                     | 1           | :40 | 100  | Día del año (cont.)                                                                                  | 0     |             |    |
| :01 | 0                                | No usado, siempre 0                                                    | 0                                | :21 | 2   | Horas Ejemplo: 21                                     | 0           | :41 | 200  | Día del año (cont.)                                                                                  | 0     |             |    |
| :02 | DST1                             | DST (hora de verano) status a las 00:00Z hoy Ejemplo: No DST at 00:00Z | 0                                | :22 | 4   | Horas Ejemplo: 21                                     | 0           | :42 | 0    | No usado, siempre 0                                                                                  | 0     |             |    |
| :03 | LSW                              | Saltar segundo a fin de mes                                            | 0                                | :23 | 8   | Horas Ejemplo: 21                                     | 0           | :43 | 0    | No usado, siempre 0                                                                                  | 0     |             |    |
| :04 | 1                                | Dígitos de unidades del año Ejemplo: 9                                 | 1                                | :24 | 0   | Horas Ejemplo: 21                                     | 0           | :44 | 0    | No usado, siempre 0                                                                                  | 0     |             |    |
| :05 | 2                                | Dígitos de unidades del año Ejemplo: 9                                 | 0                                | :25 | 10  | Horas Ejemplo: 21                                     | 0           | :45 | 0    | No usado, siempre 0                                                                                  | 0     |             |    |
| :06 | 4                                | Dígitos de unidades del año Ejemplo: 9                                 | 0                                | :26 | 20  | Horas Ejemplo: 21                                     | 1           | :46 | 0    | No usado, siempre 0                                                                                  | 0     |             |    |
| :07 | 8                                | Dígitos de unidades del año Ejemplo: 9                                 | 1                                | :27 | 0   | No usado, siempre 0                                   | 0           | :47 | 0    | No usado, siempre 0                                                                                  | 0     |             |    |
| :08 | 0                                | No usado, siempre 0                                                    | 0                                | :28 | 0   | No usado, siempre 0                                   | 0           | :48 | 0    | No usado, siempre 0                                                                                  | 0     |             |    |
| :09 | P1                               | Marcador                                                               | M                                | :29 | P3  | Marcador                                              | M           | :49 | P5   | Marcador                                                                                             | M     |             |    |
| :10 | 1                                | Minutos Ejemplo: 30                                                    | 0                                | :30 | 1   | 1 = 1 de enero de 32 = 1 de febrero, etc. Ejemplo: 86 | 0           | :50 | +    | Signo DUT1 (1 = positivo)                                                                            | 1     |             |    |
| :11 | 2                                | Minutos Ejemplo: 30                                                    | 0                                | :31 | 2   | 1 = 1 de enero de 32 = 1 de febrero, etc. Ejemplo: 86 | 1           | :51 | 10   | Decenas de dígitos del año Ejemplo: 0                                                                | 0     |             |    |
| :12 | 4                                | Minutos Ejemplo: 30                                                    | 0                                | :32 | 4   | 1 = 1 de enero de 32 = 1 de febrero, etc. Ejemplo: 86 | 1           | :52 | 20   | Decenas de dígitos del año Ejemplo: 0                                                                | 0     |             |    |
| :13 | 8                                | Minutos Ejemplo: 30                                                    | 0                                | :33 | 8   | 1 = 1 de enero de 32 = 1 de febrero, etc. Ejemplo: 86 | 0           | :53 | 40   | Decenas de dígitos del año Ejemplo: 0                                                                | 0     |             |    |
| :14 | 0                                | Minutos Ejemplo: 30                                                    | 0                                | :34 | 0   | 1 = 1 de enero de 32 = 1 de febrero, etc. Ejemplo: 86 | 0           | :54 | 80   | Decenas de dígitos del año Ejemplo: 0                                                                | 0     |             |    |
| :15 | 10                               | Minutos Ejemplo: 30                                                    | 1                                | :35 | 10  | 1 = 1 de enero de 32 = 1 de febrero, etc. Ejemplo: 86 | 0           | :55 | DST2 | Estado de horario de verano a las 24: 00Z hoy Ejemplo: no hay horario de verano a las 24: 00Z de hoy | 0     |             |    |
| :16 | 20                               | Minutos Ejemplo: 30                                                    | 1                                | :36 | 20  | 1 = 1 de enero de 32 = 1 de febrero, etc. Ejemplo: 86 | 0           | :56 | 0.1  | Magnitud DUT1 (0 a 0.7 s). DUT1 = UT1 − UTC. Ejemplo: 0.3 s                                          | 1     |             |    |
| :17 | 40                               | Minutos Ejemplo: 30                                                    | 0                                | :37 | 40  | 1 = 1 de enero de 32 = 1 de febrero, etc. Ejemplo: 86 | 0           | :57 | 0.2  | Magnitud DUT1 (0 a 0.7 s). DUT1 = UT1 − UTC. Ejemplo: 0.3 s                                          | 1     |             |    |
| :18 | 0                                | No usado, siempre 0                                                    | 0                                | :38 | 80  | 1 = 1 de enero de 32 = 1 de febrero, etc. Ejemplo: 86 | 1           | :58 | 0.4  | Magnitud DUT1 (0 a 0.7 s). DUT1 = UT1 − UTC. Ejemplo: 0.3 s                                          | 0     |             |    |
| :19 | P2                               | Marcador                                                               | M                                | :39 | P4  | Marcador                                              | M           | :59 | P0   | Marcador                                                                                             | M     |             |    |

El ejemplo que se muestra codifica el día 86 (27 de marzo) de 2009, a las 21:30:00 UTC. DUT1 es +0.3, entonces UT1 es 21: 30: 00.3. El horario de verano no estaba vigente a las 00:00 UTC anteriores (DST1 = 0), y no estará vigente a las siguientes 00:00 UTC (DST2 = 0). No hay un segundo salto programado (LSW = 0). El día del año normalmente va del 1 (1 de enero) al 365 (31 de diciembre), pero en los años bisiestos, el 31 de diciembre sería el día 366 y el día 86 sería el 26 de marzo en lugar del 27 de marzo.

#### Horario de verano y segundos de salto
El código de tiempo contiene tres bits que anuncian la hora de verano (DST) cambios e inminentes segundo de salto.
- Bit: 03 se establece cerca del comienzo del mes, que está programado para finalizar en un segundo bisiesto. Se borra cuando se produce el segundo intercalar.
- Bit: 55 (DST2) se establece a la medianoche UTC justo antes de que el DST entre en vigencia. Se borra a la medianoche UTC justo antes de que se reanude la hora estándar.

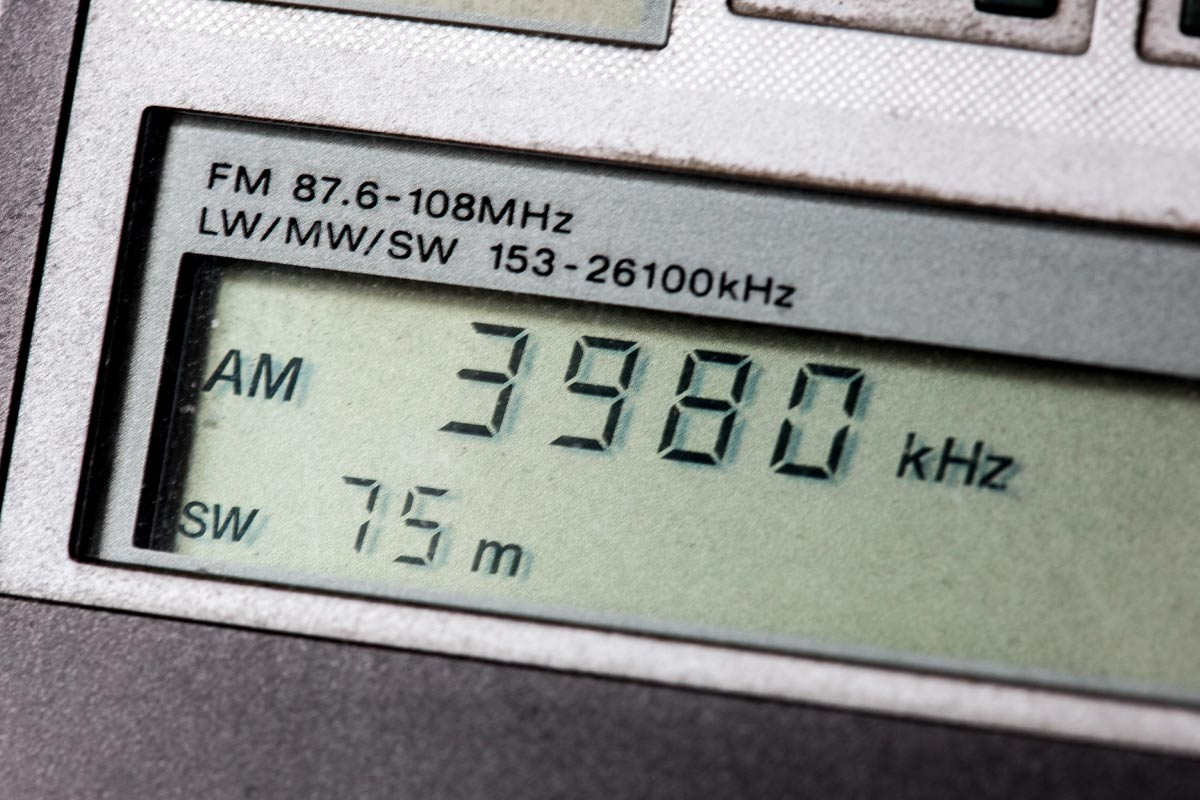
Radio receptores convencionales en casi todo el mundo pueden captar la señal de WWV

- Radio receptores convencionales en casi todo el mundo pueden captar la señal de WWVBit: 02 (DST1) se establece a la medianoche UTC justo después de que el DST entre en vigencia, y se borra a la medianoche UTC justo después de que se reanude la hora estándar.

Si los bits DST1 y DST2 difieren, DST está cambiando durante el día UTC actual, a las siguientes 02:00 hora local. Antes de las próximas 02:00 hora local después de eso, los bits serán los mismos. Cada cambio en los bits de DST ocurre a las 00:00 UTC y, por lo tanto, se recibirá primero en los Estados Unidos continentales entre las 16:00 (PST) y las 20:00 (EDT), dependiendo de la zona horaria local y de si DST está a punto de Comienzo o fin. Por lo tanto, un receptor en la zona horaria del Este (UTC − 5) debe recibir correctamente la indicación "DST está cambiando" dentro de las siete horas antes de que comience el DST, y seis horas antes de que finalice el DST, si es para cambiar la visualización de la hora local en hora. Los receptores en las zonas horarias Central, Montaña y Pacífico tienen una, dos y tres horas más de aviso previo, respectivamente. 
Durante un segundo bisiesto, se transmite un cero binario en el código de tiempo; Confirmado al escuchar la grabación de WWV durante el segundo salto de 2005 en este caso, el minuto no estará precedido por un marcador.

## Cien años después, la importancia de WWV ante catástrofes

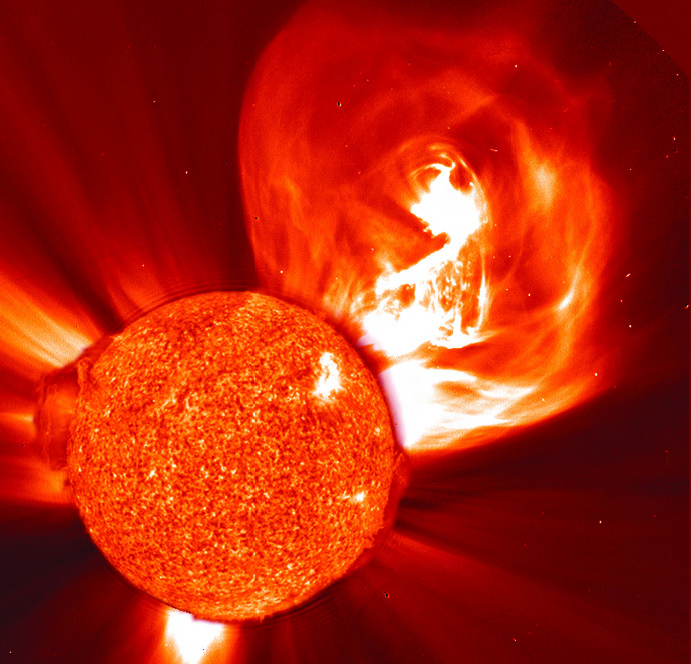
Tormenta solar fotografiada desde el espacio por el Observatorio de Dinámica Solar de la NASA

En ocasión del centenario de la estación, se ha recordado que algunos de los servicios que presta la emisora WWV podría ser vitales, frente a determinados fenómenos atmosféricos o desastres naturales que pueden afectar al planeta, como tormentas solares. Algunas de las frecuencias de transmisión de WWV no son afectadas por las perturbaciones solares
Recientes investigaciones publicadas por Scientific American, advierten que podría presentarse muy pronto catastróficas "súper tormentas solares cataclísmicas", las cuales podrían afectar la tierra y causar el colapso de todas las comunicaciones digitales, desde internet a satélites, y en tales circunstancias, sólo ciertas transmisiones analógicas de muy baja frecuencia, son inmunes a estas perturbaciones. Científicos de Advancing Earth and Space Science alertan que estamos muy cerca a uno de esos ciclos de "super tormentas", que golpean el planeta, en períodos que oscilan entre los 62 y los 91 años. En el año 2019 ya dos tormentas solares han golpeado a la tierra.